# Bronisława Patalas
Bronisława Patalas (ur. 20 czerwca 1930 w Wojnowicach, zm. 16 maja 2018 tamże) – polska rolniczka i działaczka ludowa, poseł na Sejm PRL VII kadencji.

## Życiorys
Córka Jana i Anny. Uzyskała wykształcenie podstawowe. Do 1953 pracowała w gospodarstwie rolnym rodziców, po czym prowadziła je wraz z mężem. W 1962 została przewodniczącą Koła Gospodyń Wiejskich w Wojnowicach. Przez dwie kadencje (w latach 1955–1959) zasiadała w Powiatowej Radzie Narodowej. W 1964 przystąpiła do Zjednoczonego Stronnictwa Ludowego, gdzie zasiadała w Powiatowym Komitecie. Była też przewodniczącą Gminnej Rady Kobiet. W 1976 uzyskała mandat posła na Sejm PRL w okręgu Szamotuły. Zasiadała w Komisji Rolnictwa i Przemysłu Spożywczego.